# Annals de l'Institut d'Estudis Gironins
Annals de l'Institut d'Estudis Gironins és una publicació de l'Institut d'estudis Gironins (IEG). El primer número va aparèixer el 1947.

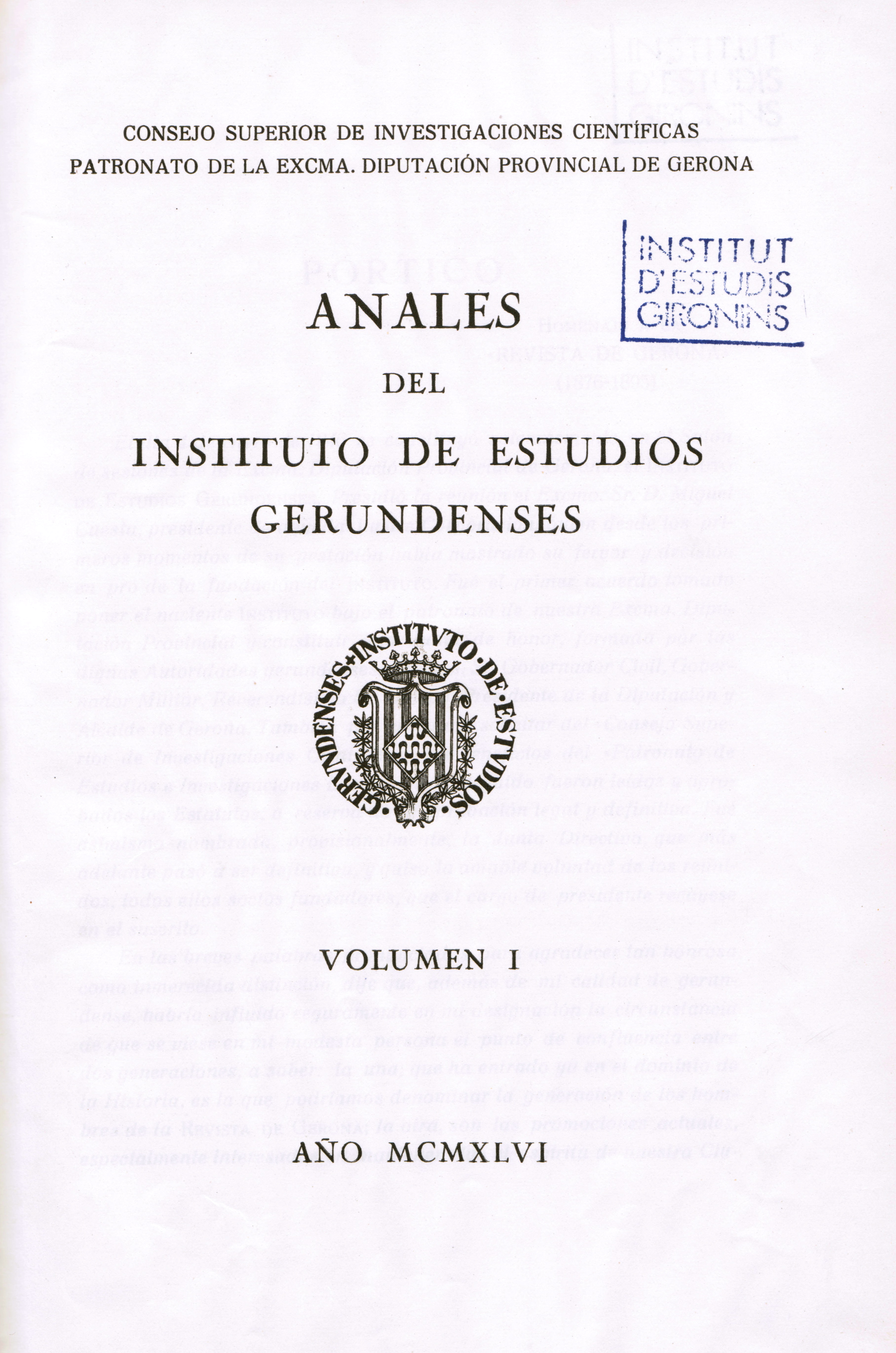
Frontis de la primera edició

El llavors president de l'IEG, Tomàs Carreras i Artau va definir el paper de la publicació com «mantener vivo el espiritu de nuestra Ciudad y la comarcas gerundenses, y el culto a sus bellezas artísticas y naturales» (en castellà, trad.: «mantenir viu l'esperit de la nostra ciutat i de les comarques gironines i la reverència a la seva bellesa natural i artística). Va presentar la revista a la portada de la primera edició com la successora de la Revista de Gerona que va publicar-se de 1876 a 1895.
La revista vol donar a conèixer les recerques i les investigacions que fan els membres de l'Institut i els estudiosos d'altres institucions científiques i culturals, convidats a participar en homenatges i miscel·lànies. L'àmbit territorial preferentment és de les comarques gironines, Catalunya i els Països Catalans. La revista pot consultar-se a la pàgina web de les Revistes Catalanes amb Accés Obert (RACO) amb el suport tècnic de la Biblioteca de la Universitat de Girona.
La revista és la portaveu de l'IEG, que va crear-se el 1946. A l'inici es deia Anales de l'Instituto de Estudios Gerundenses i al context de la dictadura franquista només publicava en castellà. Les primeres dues pàgines en català van aparèixer a l'edició de 1962 i el primer article llarg el 1964, amb l'excusa de reeditar un text històric en homenatge a Ferran Valls i Taberner, un catalanista que va tornar-se en defensor del franquisme. A poc a poc les contribucions en català van augmentar i l'any 1979, l'IEG va normalitzar la primera plana i el títol.